# Тери (окръг, Тексас)
Вижте пояснителната страница за други значения на Тери.
Окръг Тери (на английски: Terry County) е окръг в щата Тексас, Съединени американски щати. Площта му е 2308 km², а населението - 12 761 души (2000). Административен център е град Браунвил.